# Prieuré du Val des Nymphes
Le prieuré du Val des Nymphes est une chapelle romane située près de La Garde-Adhémar dans le département français de la Drôme en région Rhône-Alpes.
Cette chapelle du XIIe siècle constitue un des plus beaux exemples d'art roman provençal inspiré de l'Antique, au même titre que la chapelle Saint-Quenin de Vaison-la-Romaine, l'église de Saint-Restitut, la cathédrale Notre-Dame-des-Doms d'Avignon, la chapelle Notre-Dame d'Aubune à Beaumes-de-Venise et l'église Notre-Dame-du-Lac du Thor.

## Historique

### Essor
Le site du Val des Nymphes, dont le nom viendrait du culte gallo-romain aux déesses nymphes installé près des sources qui arrosent le site, est occupé dès le haut Moyen Âge. Il constitua le principal site de peuplement de la commune de La Garde-Adhémar et fut christianisé entre le Ve et le VIIe siècle : y subsistent encore des vestiges de l'église Saint-Martin et des nécropoles chrétiennes.
En ce site déjà densément peuplé, les Bénédictins de Tournus fondèrent un prieuré vers le XIe siècle.

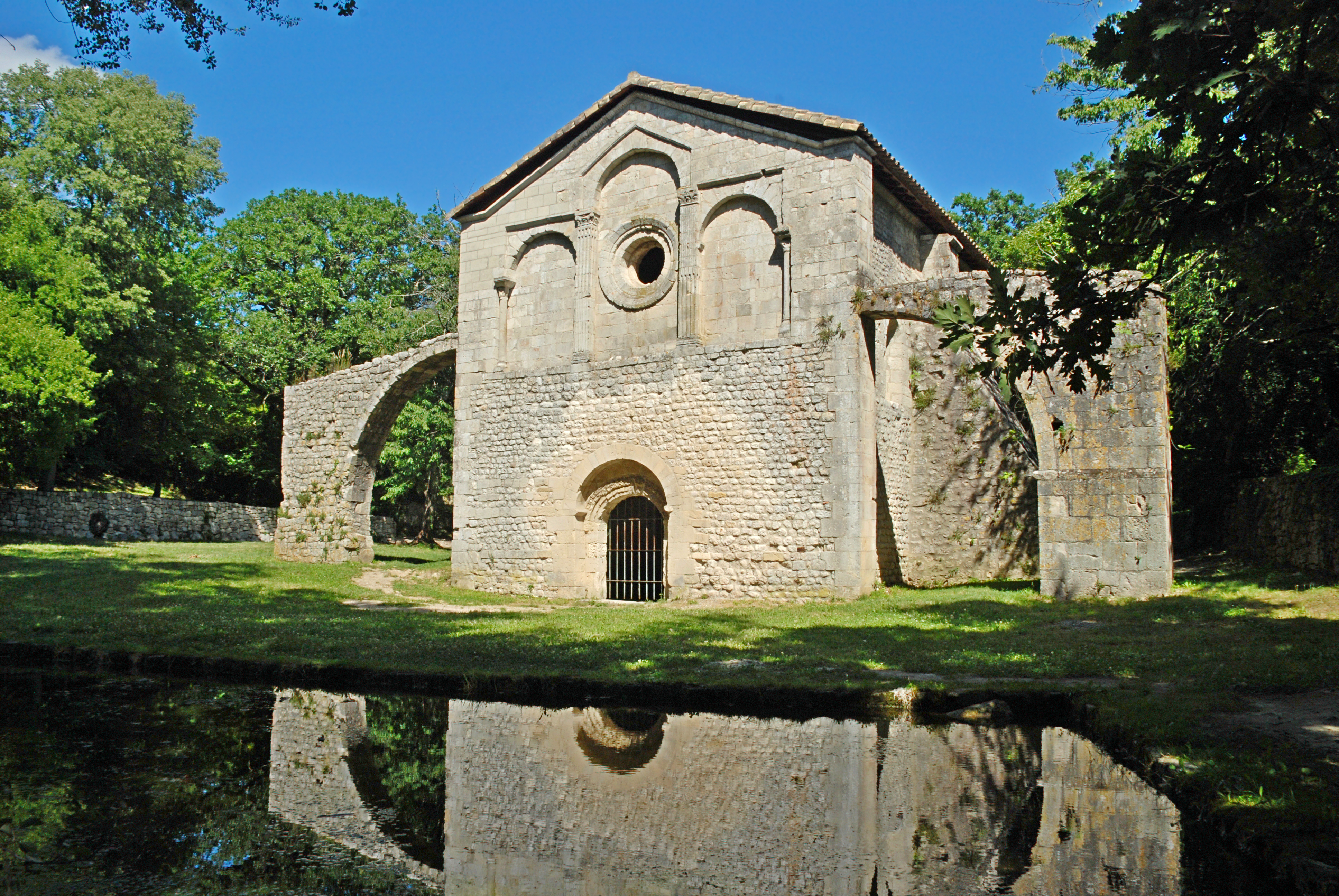
Le prieuré se reflétant dans l'eau.

### Déclin
À partir du XIIIe siècle, la population se déplaça vers le bourg castral fortifié de La Garde-Adhémar.
Le prieuré du Val des Nymphes semble également déserté dès le XIVe siècle par les moines qui se réfugient à l'intérieur des remparts. Parmi les quatre églises du Val des nymphes qui existaient au début du XIIe siècle, seule l'église priorale Notre Dame survécut.
Donnée par une bulle du pape Paul III du 4 janvier 1540 à l'église collégiale de Grignan, elle est régulièrement entretenue par la communauté villageoise jusqu'à la Révolution.
Au XIXe siècle, elle fut abandonnée et tomba en ruines : sa voûte s'écroula.

### Classement et restauration
La chapelle fait l'objet d'un classement au titre des monuments historiques depuis 1889.
L'édifice fut restauré en 1991 par les Monuments historiques et retrouva une couverture.

## Architecture

### La façade
La partie inférieure de la façade date du XIe siècle : elle est faite de moellons et présente de beaux chaînages d'angle.
La partie supérieure, plus tardive, date de la fin du XIIe siècle et est faite de pierres de taille en moyen appareil.
Elle est ornée d'un remarquable triplet qui constitue un bel exemple d'art roman provençal inspiré de l'antique. Dans l'architecture chrétienne, un tel triplet est le symbole de la Trinité.
Ce triplet est constitué de deux baies surmontées d'un arc en plein cintre encadrant une baie surmontée d'un arc en mitre. La baie centrale, plus haute que les baies latérales, est ornée d'un oculus à quadruple voussure et est encadrée de pilastres cannelés surmontés de chapiteaux à feuilles d'acanthe.
Le triplet présente quelques marques de tâcheron dans le bas de la baie centrale et de la baie de droite.
La façade est supportée par d'impressionnants contreforts qui ont été ajoutés au XVIIe siècle.

La façade
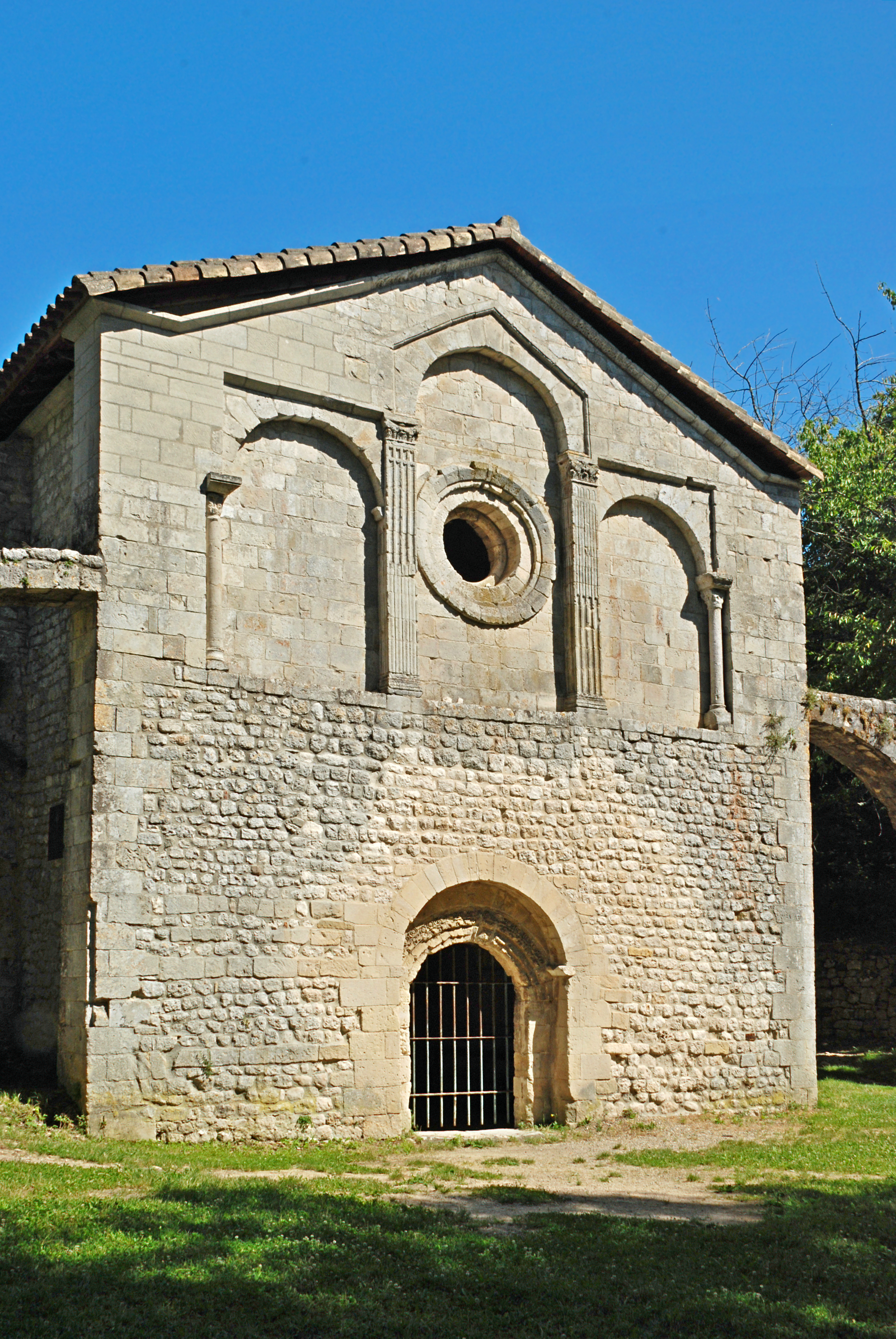
Façade.
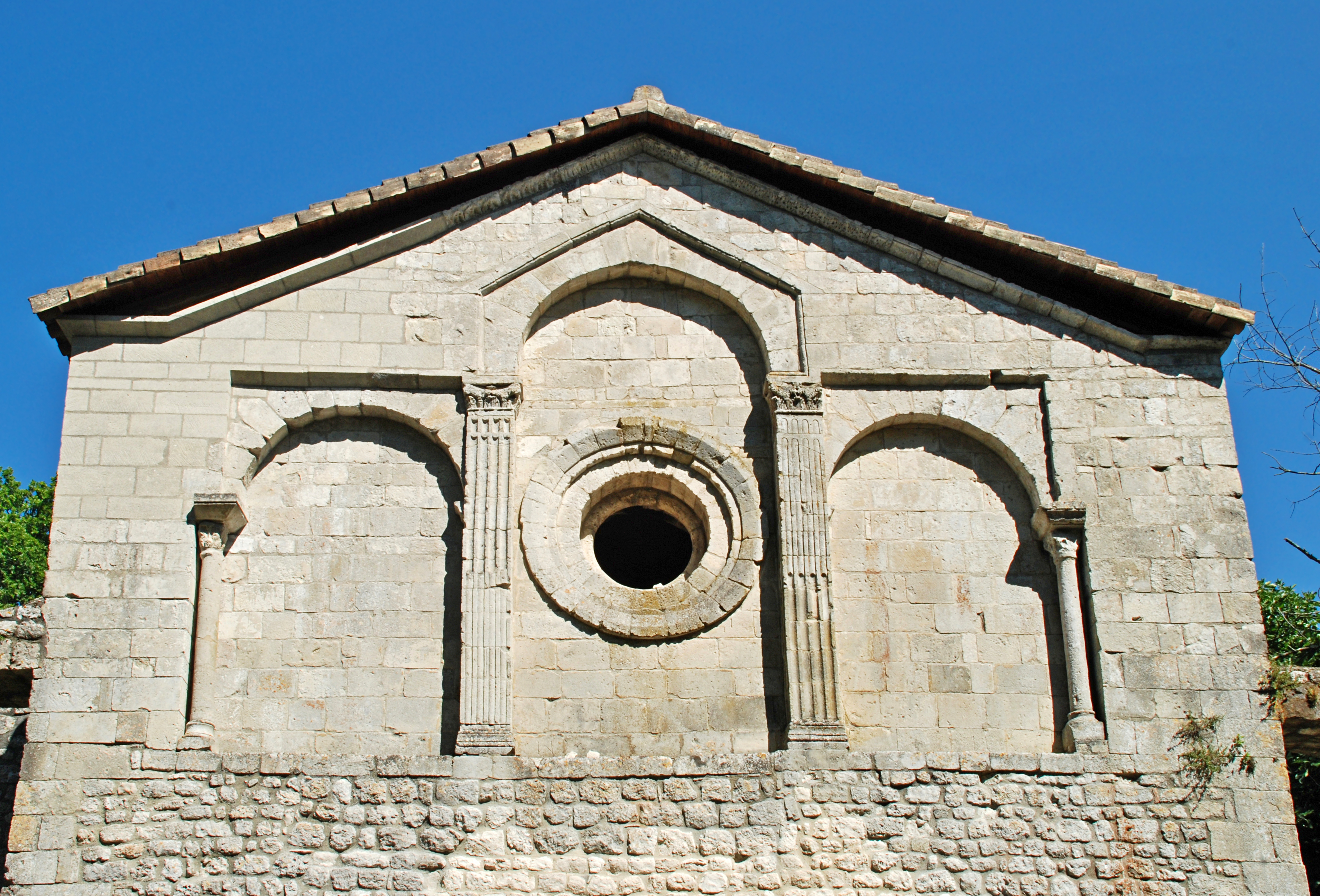
Triplet ornant la façade supérieure.
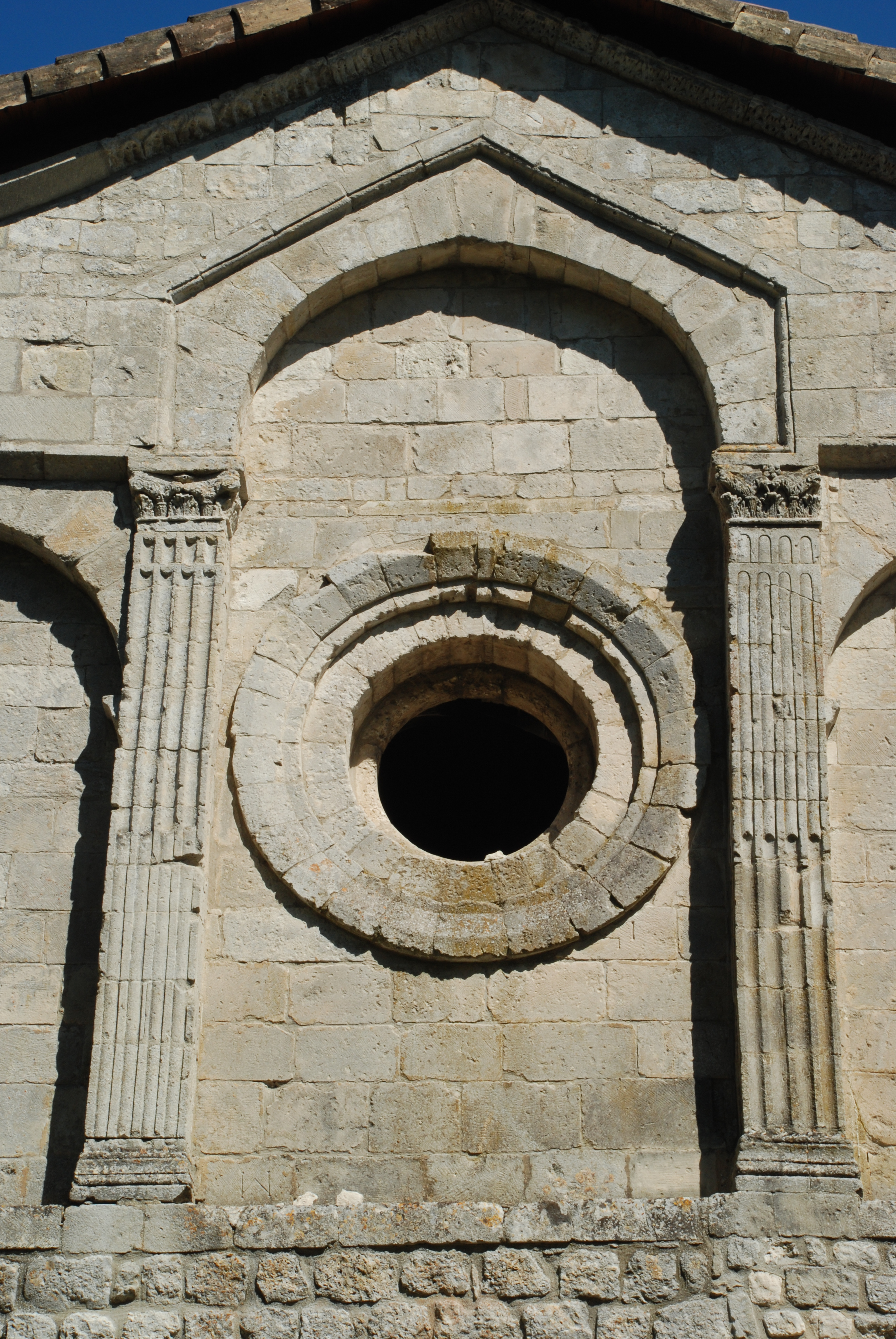
Baie centrale du triplet.

### Le portail

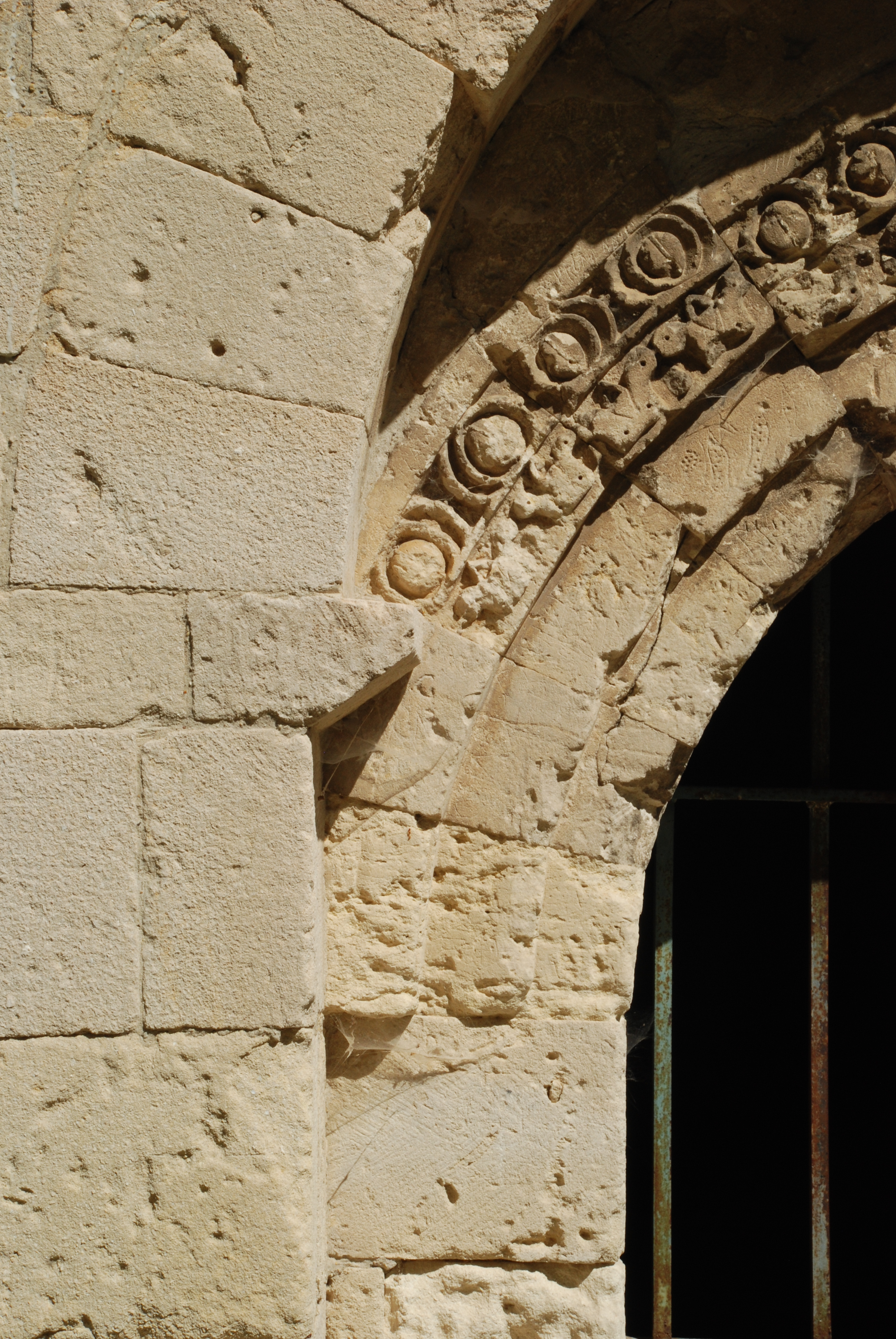
Détail des voussures du portail.

Le portail, renfoncé, est orné d'une archivolte constituée de quatre voussures dont deux sont ornées d'une frise.

### Le chevet et l'abside
Le chevet, constitué de pierres de taille reposant sur plusieurs assises de moellons, ne présente aucune décoration.
L'abside, voûtée en cul-de-four, comprend deux impressionnantes rangées d'arcades superposées : la rangée supérieure repose sur d'élégantes colonnes à chapiteaux à feuilles d'acanthe et l'inférieure sur de puissants pilastres à chapiteaux.

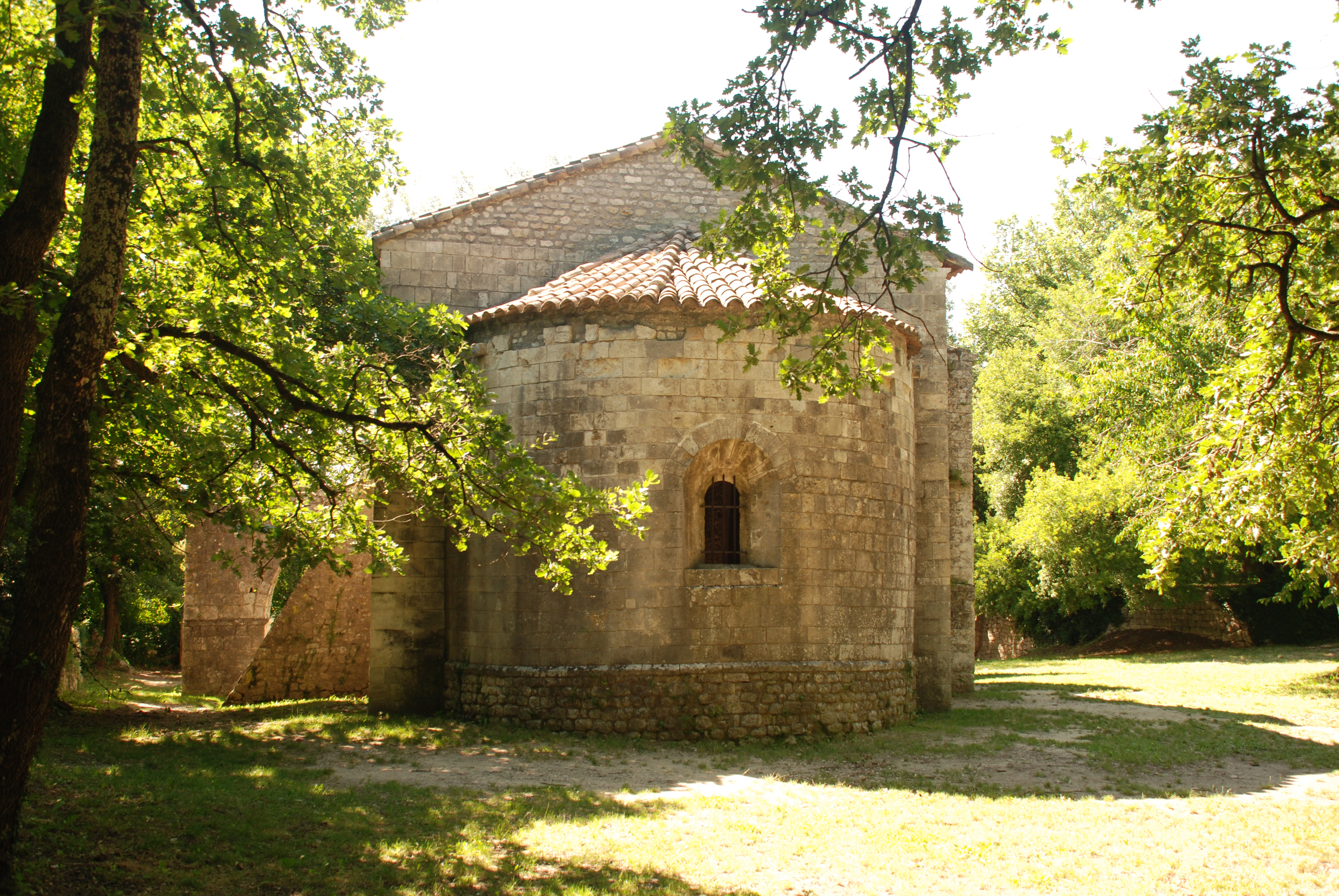
Le chevet.